# Alfredo Damiano
João Alfredo Damiano, ou simplesmente Alfredo Damiano (São Paulo 11 de fevereiro de 1963 — ?, 1º de maio de 1994) foi um ator brasileiro.

## Carreira
Os primeiros contatos com o palco foram num grupo de teatro amador da Fundação Armando Álvares Penteado, onde cursou comunicação social. Depois foi para a Escola de Arte Dramática da USP.
Estreou no cinema dirigido por Roberto Santos, no filme Nasce uma Mulher (1983). Logo depois, contracenou com Carla Camurati em A Estrela Nua (1984). Em seguida vieram as atuações em Brasa Adormecida (1987) e Sua Excelência, o Candidato (1992). Seu trabalho de maior repercussão foi em Feliz Ano Velho (1987).
Na televisão, atuou em Uma Esperança no Ar (1985).